# Collectanea Cisterciensia
Collectanea Cisterciensia est une revue scientifique trimestrielle francophone de spiritualité monastique dans la tradition cistercienne. Née en 1933 comme revue officielle de l'Ordre des Cisterciens de la Stricte Observance (Trappistes) elle devient autonome en 1965 et, au XXIe siècle explore toutes les questions concernant le monachisme cistercien dans le monde contemporain. 

## Histoire

### Fondation et finalités
En 1933, sur proposition de Dom Herman Smets, abbé général, le Chapitre général de l’Ordre des Trappistes approuve la création d’une revue officielle de l’Ordre monastique. Dom Anselme Le Bail, abbé de Scourmont, propose alors comme rédacteur en-chef Dom Camille Hontoir, moine de sa communauté. Le premier numéro parait en 1934 sous le titre de Collectanea Ordinis Cisterciensium Reformatorum. Hontoir remplira cette fonction jusqu'en 1954.
La revue a pour but, à l'origine, de renforcer les liens de fraternité entre les communautés de l'Ordre trappiste et de susciter l'intérêt pour la spiritualité, l'histoire, la liturgie cisterciennes. Dès ses premières années, la revue publie trimestriellement des articles d'une grande solidité scientifique sur les grands maîtres de la tradition cistercienne et sur de nombreux aspects de la tradition spirituelle, liturgique et juridique de l'Ordre. Aux articles de fond s'ajoutent les chroniques des monastères de l'Ordre et des notices bibliographiques.
De 1955 à 1959 la rédaction est assumée par Dom André Fracheboud (1911-1998), moine de Tamié, puis par Dom André Louf du Mont-des-Cats qui la dirige de 1959 jusqu'à son élection comme abbé du Mont-des-Cats, en 1962. Il y introduit le ‘Bulletin de spiritualité monastique’ qui continue à remplir un rôle important dans la revue. Il élargit également l'horizon de la revue à l'ensemble du monachisme chrétien et à l'œcuménisme.

### Développements
Bientôt, dans l’esprit voulu par le concile Vatican II, la revue est amenée à repenser ses objectifs et son orientation.  En 1965, les Collectanea Cisterciensia cessent d’être la revue officielle de l’Ordre des Trappistes. C’est Dom Charles Dumont de l’abbaye de Scourmont (de 1963 à 1971) qui la dirige durant cette époque d’aggiornamento. 
Pour répondre à la demande la revue donne naissance en 1966 à une version anglophone des Collectanea : le ‘Cistercian Studies Quarterly’. Dirigée de 1966 à 1981 par des moines de l’abbaye de Caldey (sur une île au sud du pays de Galles), abbaye-fille de Scourmont, elle passe par la suite entre les mains de moines trappistes américains et est aujourd’hui entièrement autonome. 
Le F. Gabriel Ghislain, également moine de Scourmont, dirige la revue de 1971 à 1984. À cette date, la rédaction de la revue repasse au Mont-des-Cats où la direction est partagée entre le P. Yvon Petit, responsable des articles et Dom Jacques Delesalle, responsable du ‘Bulletin de spiritualité monastique’. Peu à peu, la revue aborde les nouvelles problématiques qui se font jour telles que les questions relatives à l'inculturation du monachisme dans des pays de nouvelle chrétienté (ou non-chrétiens) ou le dialogue interreligieux et intermonastique.
En 2001, un Conseil de rédaction est créé pour aider le nouveau rédacteur en chef, le P. Bernard-Joseph Samain, de l'abbaye d'Orval. À partir de 2001 des pages du ‘Trésor littéraire cistercien’ sont publiées dans chaque numéro. En 2005, la Sr Marcelle Bodson, de l'abbaye de Clairefontaine, lui succède comme rédactrice en chef.
Aujourd'hui la revue Collectanea Cisterciensia est ouverte aux interrogations nouvelles qui surgissent dans le monachisme contemporain tout en continuant à explorer le domaine de la spiritualité cistercienne qui lui est propre.